# Lambda Ursae Majoris
Désignations
Lambda Ursae Majoris (λ UMa / λ Ursae Majoris), également nommée Tania Borealis, est une étoile de la constellation de la Grande Ourse. Sa magnitude apparente est de +3,45. D'après la mesure de sa parallaxe annuelle par le satellite Hipparcos, l'étoile est située à environ 138 années-lumière de la Terre. Elle s'éloigne du Système solaire à une vitesse radiale de +18 km/s.
Lambda Ursae Majoris est une sous-géante blanche de type spectral A1IV. Elle est près de 70 fois plus lumineuse que le Soleil.

## Nomenclature, histoire et mythologie

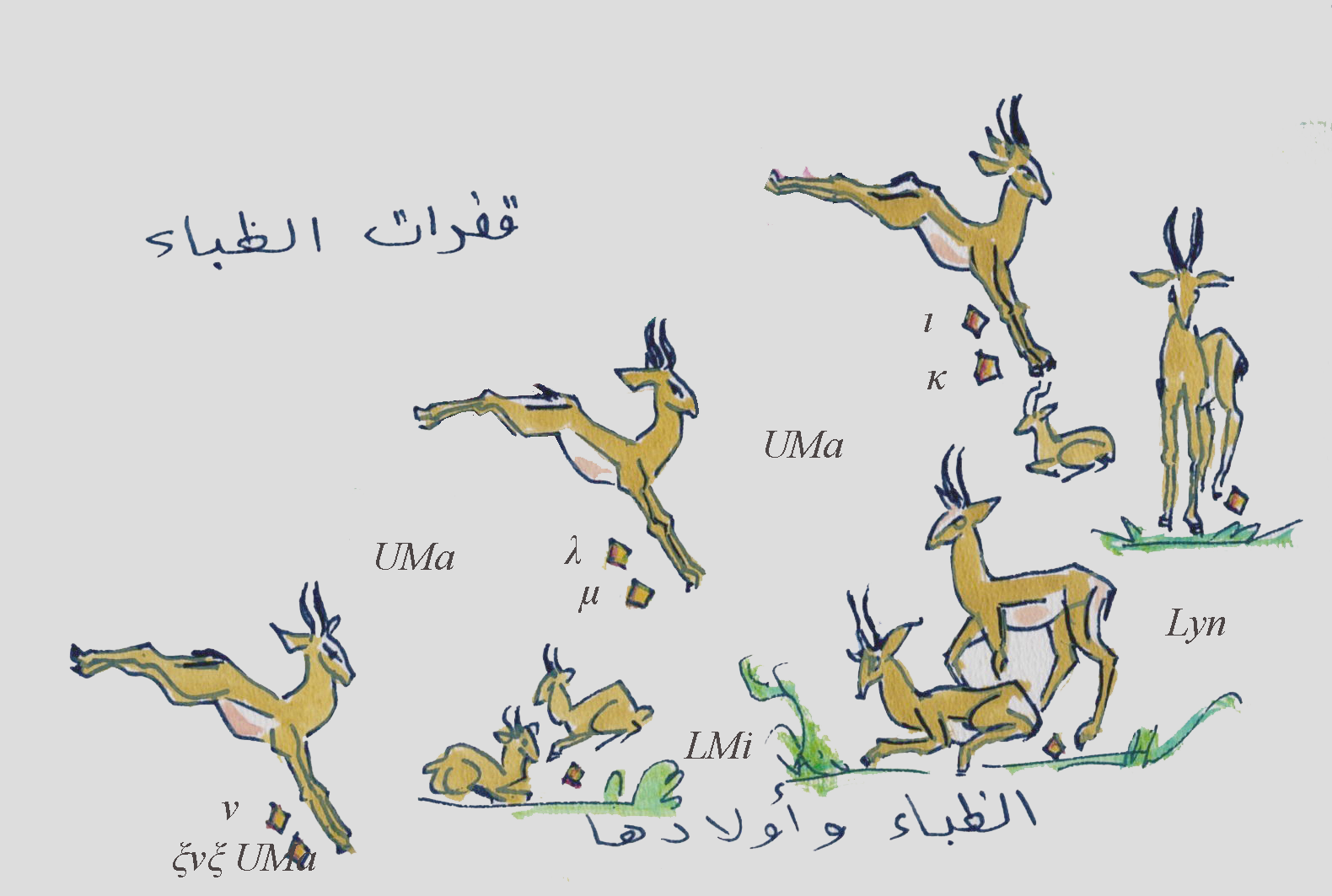
La figure de la série desالظباء قفزات Qafzāt al-Ẓibā’, « les Sauts de Gazelles », dans le ciel arabe traditionnel, tel que la décrit ᶜAbd al-Raḥmān al-Ṣūfī, 964.

λ Ursae Majoris, latinisé Lambda Ursae Majoris, est la désignation de Bayer de l'étoile. Elle porte également la désignation de Flamsteed de 33 Ursae Majoris.

Tania Borealis est aujourd’hui le nom approuvé pour λ UMa par l’Union astronomique internationale (UAI). Il vient de l’arabe الثانية al-Ṯāniyya, résultant lui-même de la troncation du nom complet, soit الثانية القفزة al-Qafzat al-Ṯāniyya, « le Second Saut »,. Il faut se référer, pour comprendre cet nom, à la série des قفزات الظباء Qafzāt al-Ẓibā’, « les Sauts de Gazelles », qui figurent dans le ciel arabe traditionnel tel qu’il est décrit par ᶜAbd al-Raḥmān al-Ṣūfī (964). Selon lui, il s'agit des six étoiles situées sur les trois pieds de l’Ourse touchant le sol : ν et ξ UMa forment al-Ūla, soit « le Premier [Saut] », λ et μ UMa al-Ṯāniyya, « le Second », et ι et κ UMa al-Ṯāliṯa, « le Troisième ». Chaque « Saut » ressemble à la trace du pied fendu des gazelles, et, toujours al-Ṣūfī donne à ce propos ce dicton arabe, : 

« Les Gazelles sautèrent lorsque le Lion frappa la terre de sa queue. »

Bien plus tard, par interversion des syllabes /q/ et /f/ et changement du /r/ en /z/, قفزة Qafza’, « Saut », devient فقرة Fiqra, « Vertèbre », dans de catalogues tardifs comme dans les زيجِ سلطانی Zīğ-i Sulṭānī ou « Tables sultaniennes » d’Uluġ Bēg (1437). Selon Richard Hinckley Allen, c'est à la lecture de Thomas Hyde que l’astronome britannique Francis Bailey aurait tronqué la transcription AlPhikrat AlTHânia pour en faire Tania Borealis pour λ UMa.
Autres dérivations du nom arabe :
- El Phikrah. C’est une autre troncation du nom arabe الثانية الفقزة al-Fiqrat al-Ṯāniyya, donné par Uluġ Bēg (1437)[14] et repris par le canal de la transcription el-phikra proposée par le philologue allemand Friedrich Wilhelm Lach (1796) [15], par Johann Elert Bode dans son Uranographia[16]. Bien que Richard Hinckley Allen donne la transciption Al Phikra al-Thānia pour cette étoile[13], le nom reste rare dans les catalogues.
- Al Kaphza Borealis. Il vient de l’arabe القفزة al-Qafza, « le Saut », une troncation de الثانية القفزة al-Qafzat al-Ṯāniyya, « le Second Saut », et notée Al Ḳafzah al Thāniyah par Richard Hinckley Allen (1899)[17], que l’on relève dans certains catalogues.